# Paperboy 2
Paperboy 2 es un videojuego lanzado en 1991. Es la secuela del videojuego Paperboy, el cual consistía en repartir periódicos desde la bicicleta, esquivando obstáculos. Debido a la gran fama de la saga, este cartucho se lanzó tanto para consolas de sobremesa como portátiles, como la Gameboy.

## Jugabilidad
El jugador puede decidir si ser un repartidor o repartidora de periódicos. El videojuego nos otorgará un mapa sobre el cual repartir los periódicos en nuestra bicicleta y nos enfrentaremos a distintos y extraños obstáculos.
Al terminar la partida veremos la portada de un periódico con distintas noticias en la primera página que variarán según lo que hagamos en el juego.
- El repartidor de periódicos detiene a un ladrón: al final de la etapa, habrá dos estaciones de gas. En una de ellas habrá un ladrón (un hombre en un traje negro con una pistola). Si le lanzamos un periódico a él, lo derribaremos y evitaremos el atraco.
- El repartidor de periódicos salva a un bebé: al andar por la calle en medio del escenario, un carrito de bebes aparecerá moviéndose por la acera izquierda. Si lo golpeamos con un periódico, este carrito se detendrá, salvando así al bebé.
- El grafitero es un fracasado: al conducir por la calle en medio del escenario después del bebé, hay un grafitero pintando una pared. Si le lanzamos un periódico, lo derribaremos evitando su obra de vandalismo.
- Bañista presenta denuncia:  cerca de la mitad de la segunda mitad de la etapa, una mujer toma el sol en su jardín. Si la golpeamos con un periódico, la haremos enojar.